# Dominic Cooper
Dominic Edward Cooper (Greenwich, 2 juni 1978) is een Brits acteur.
Cooper studeerde in 2000 af aan de London Academy of Music and Dramatic Art en speelde in de jaren daarna met name in het theater. Hij speelde in het stuk The History Boys (2004-2006) en werd hiervoor genomineerd voor een Drama Desk Award. Hij speelde ook in de verfilming van The History Boys (2006) en werd daarvoor genomineerd voor de British Independent Film Awards.
Sinds 2001 speelde Cooper een aantal kleinere filmrollen. Hij werd bij een breder publiek bekend door zijn rol als verloofde van Sophie (Amanda Seyfried) in de film Mamma Mia!. Samen met Sophie zong hij in de film het ABBA-nummer Lay All Your Love on Me.